# Мылва (сельское поселение)
Мы́лва — административно-территориальная единица (административная территория посёлок сельского типа с подчинённой ему территорией) и муниципальное образование (сельское поселение с полным официальным наименованием муниципальное образование сельского поселения «Мылва») в составе муниципального района Троицко-Печорского в Республике Коми Российской Федерации.
Административный центр — посёлок Мылва.

## История
Статус и границы административной территории установлены Законом Республики Коми от 6 марта 2006 года № 13-РЗ «Об административно-территориальном устройстве Республики Коми».
Статус и границы сельского поселения установлены Законом Республики Коми от 5 марта 2005 года № 11-РЗ «О территориальной организации местного самоуправления в Республике Коми».

## Население
| 2010 | 2011 | 2012 | 2013 | 2014 | 2015 | 2016 |
| ---- | ---- | ---- | ---- | ---- | ---- | ---- |
| 853  | ↘844 | ↘816 | ↗822 | ↘808 | ↘786 | ↘764 |
| 2017 | 2018 | 2019 | 2020 | 2021 |      |      |
| ↘736 | ↘719 | ↘695 | ↘676 | ↘636 |      |      |

## Состав
Состав административной территории и сельского поселения:
| № | Населённый пункт | Тип населённого пункта          | Население |
| - | ---------------- | ------------------------------- | --------- |
| 1 | Белый Бор        | посёлок                         | ↘222      |
| 2 | Мылва            | посёлок, административный центр | ↘604      |
| 3 | Шерляга          | посёлок                         | 27        |